# 弗林特嶺
77°31′S 163°2′E / 77.517°S 163.033°E
弗林特嶺（英語：Flint Ridge）是南極洲的山嶺，位於維多利亞地的斯科特海岸，處於英聯邦冰川以北，海拔高度995米，以美國研究計劃主任命名，現時由南極條約體系管理。